# Pennilabium acuminatum
Pennilabium acuminatum är en orkidéart som först beskrevs av Henry Nicholas Ridley, och fick sitt nu gällande namn av Richard Eric Holttum. Pennilabium acuminatum ingår i släktet Pennilabium och familjen orkidéer. Inga underarter finns listade i Catalogue of Life.